# Publiczność

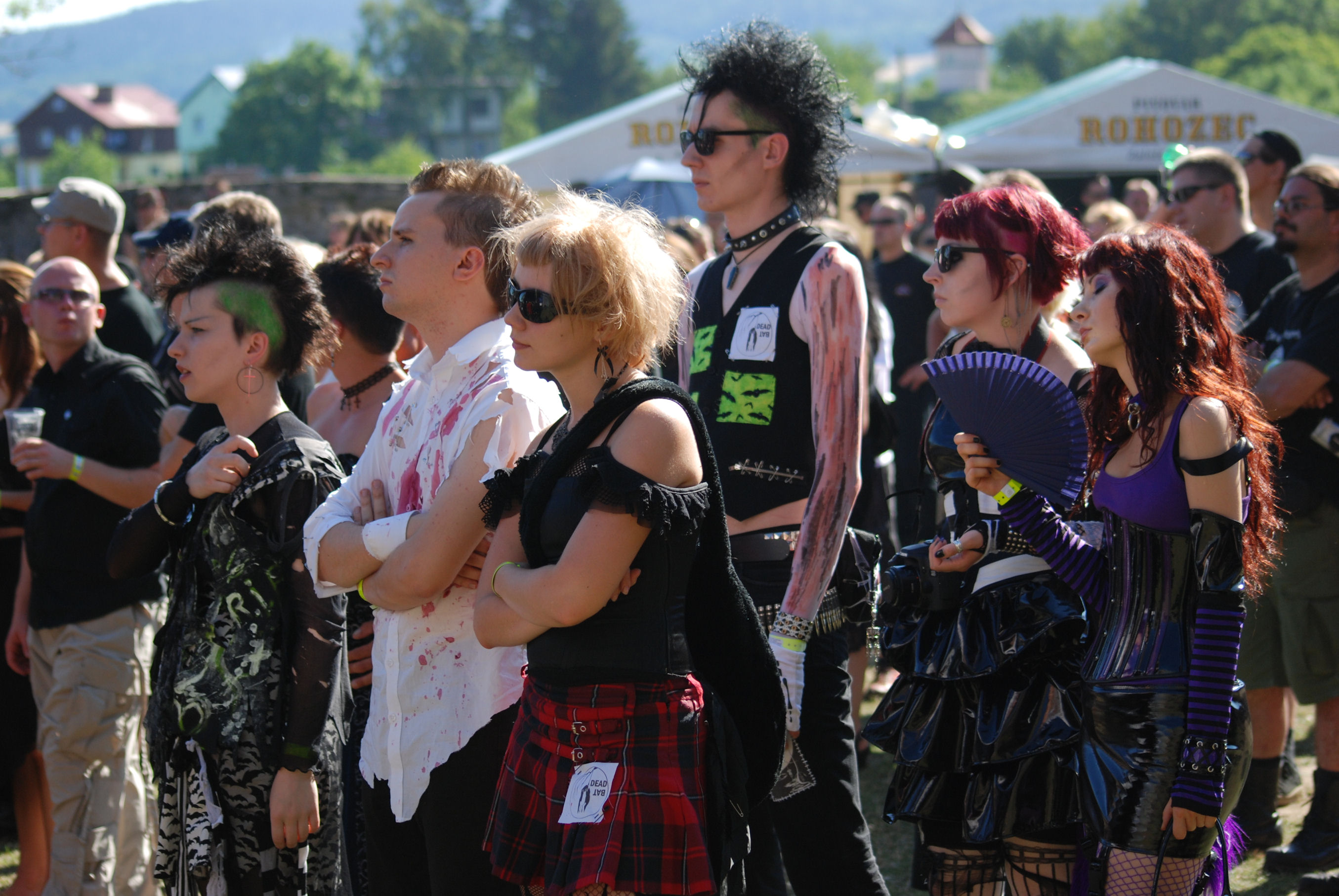
Publiczność podczas festiwalu muzycznego Castle Party

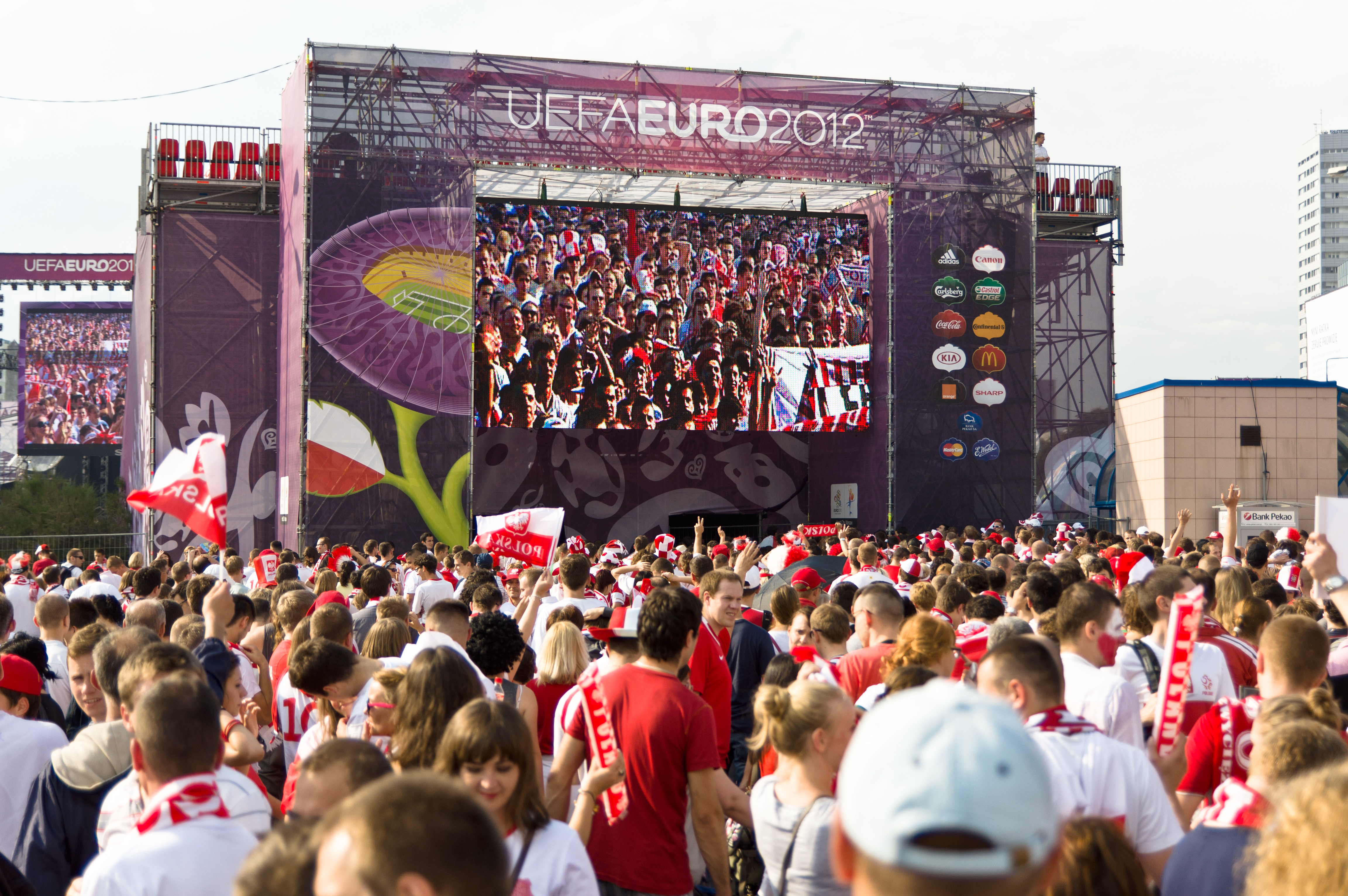
Publiczność w warszawskiej strefie kibica w trakcie Euro 2012.

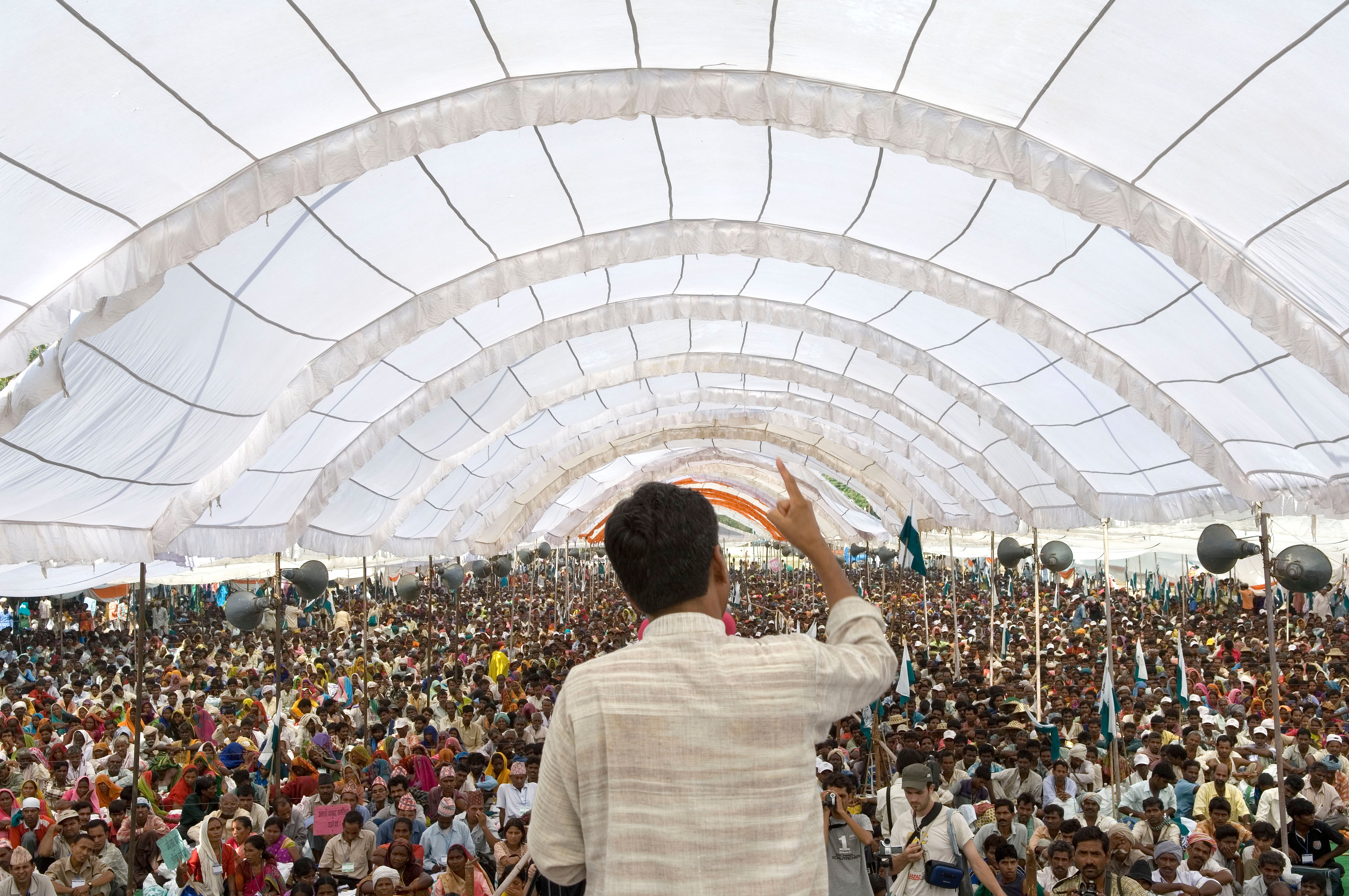
Radżagopal przemawia 2 października 2007 na początku Janadesh 2007 do 25 000 ludzi w Indiach

Publiczność – typ zbiorowości, która wyróżniana jest ze względu na to, że jej uwaga koncentruje się na konkretnym przekazie.
Wyróżnić można:
- publiczność, będącą audytorium, czyli zbiorowością osób znajdujących się w tej samej przestrzeni fizycznej oraz
- publiczność charakteryzującą się przestrzennym rozproszeniem i uczestnictwem w odbiorze tych samych treści kulturowych dzięki środkom masowego przekazu. Ze względu na możliwość powtórzenia identycznego komunikatu w mass-mediach, członkowie tej zbiorowości rozproszonej nie muszą uczestniczyć w tym samym czasie w ich przyjmowaniu.

Jako publiczność można wziąć pod także uwagę osoby, które relatywnie często uczestniczą w podobnego typu wydarzeniach, np. publiczność teatralna, gdy mówimy o ogóle osób uczęszczających do teatru.
Osoby wchodzące w skład publiczności nie muszą znać się wzajemnie, choć mogą mieć poczucie przynależności do tej zbiorowości i identyfikować się z nią. Ze względu na częstotliwość uczestnictwa w konkretnych wydarzeniach można mówić o:
- publiczności przypadkowej, czyli gdy zbiorowość ma charakter zbiegowiska
- publiczności okazjonalnej, widzowie konkretnego seansu w danym kinie
- publiczności klubowej, której skład jest prawie identyczny (np. publiczność tworzona przez kibiców danego klubu).